# Мартіно Володимир Емануїлович
Володимир Еммануїлович Мартіно (9 червня 1889 — 15 вересня 1961) — зоолог, відомий дослідник фауни Криму та Балкан. Народився в Криму, в сім'ї збіднілого поміщика. Його прапрадід, італієць, відомий корсар Мартіно (Мартіно — означає «чорний вартовий»), дуже допоміг російським військам у боротьбі з турками на Чорному морі, за що Катериною II був удостоєний дворянського звання і землі в Криму.

## Біографічна довідка
Захопився зоологією ще під час навчання в Сімферопольській гімназії. Найбільшим поштовхом до вибору подальшої спеціалізації в зоології стала його зустріч у 1906 році в Сімферополі з відомим дослідником фауни Олександром Браунером, який працював тоді в Одесі. Згодом В. Мартіно поїхав до Одеси, де став студентом Новоросійського університету. Після цього закінчив Московський сільськогосподарський інститут.
Як молодий фахівець працював у Департаменті землеробства Міністерства внутрішніх справ Російської імперії, а весною 1917 р. повернувся до Криму. Був комісаром Міністерства землеробства Тимчасового уряду з ліквідації «царських полювань» у Криму і завідувач новоствореним на місці царських полювань заповідником. 1927 р. був делегатом III Всеросійського з'їзду зоологів.
- див. Кримський природний заповідник (створено 1923 року)

## Наукові доробки
Володимир Мартіно — автор опису унікального виду гризунів — Dinaromys bogdanovi Martino, 1922. Автор опису унікального балканського виду кротів — Кріт балканський (Talpa stankovici V. Martino & E. Martino, 1931).
Серед учнів Володимира Мартіно — Леонід Тараненко.

## Природоохоронна діяльність
Любов'ю до зоології, до охорони природи хлопчик заразився від відомого профессора О. О. Браунера, який відвідав Сімферополь в 1906 р. Закінчивши сімферопольську гімназію, юнак навчався в Новоросійському університеті, після чого закінчив ще й Московський сільськогосподарський інститут. Деякий час працював у Департаменті землеробства, а навесні 1917 р. повернувся до Криму.
1 травня 1917 р. установчий з'їзд Таврійського союзу лісівників та лісових техніків, що проходив у Сімферополі, піднімає питання про створення на місці колишнього царського полювання національного заповідника. Вже 23 травня, в отчому маєтку під Балаклавою, Мартіно отримує телеграму від губернського комісара H.H. Богданова: «Виникла необхідність призначити комісара по охороні тварин колишніх лісів царского полювання. Приїжджайте 24 або 25 переговорів». І на чотири роки, напевне, найважчих в історії Кримського заповідника, молодий зоолог стає його завідувачем. Незважаючи на те, що влада часто змінювалася, йому вдається вибити фінансування. Так, у лютому 1919 р. управляючий національними маєтками в Криму Міністерства землеробства і крайового майна Кримського уряду після рапорту В. Е. Мартіно дає дозвіл на оплату кредиторського списку за 1918 р.
Обставини були дуже складними, але все-таки Мартіно, разом зі своїм заступником М. П. Розановим вдалося не тільки відбити атаки браконьєрів, більшовиків, «зелених», і навіть німецького генерала, а й розгорнути наукову роботу заповідника.
Мартіно разом з іншими вченими опрацьовує Положення про Кримський заповідник, затверджене Радміном Кримського крайового уряду 10 березня 1919 р.
Коли війська Фрунзе входили до Криму, Мартіно, як розповідає професор Ю. М. Куражковський, отримав листа: «Ти, син колишнього прогорілого поміщика! Сволота білогвардійська! Ти охороняв князівські угіддя, сподіваючись на повернення білих, не давав полювати нашому селу. Сам хотів! Hе вийшло! Ось теперь прийдут комісари і здеруть з тебе шкуру, а ми їм допоможемо».
Володимир Еммануїлович не став ризикувати і разом з дружиною Євгенією Веніамінівною і семирічним сином Кирилом восени 1920 р. відплив з Севастополя на військовому транспорті «Якут» до Константинополя, звідти перебралися до Королівства сербів. Там, а пізніше в Болгаріі, він працював в сільськогосподарських і зоологічних вузах, природоохоранних, музейних та мисливських установах на різноманітним посадах, від чорнороба до наукового співробітника. Hа свої гроші він організовував зоологічні експедиції, опублікував понад 120 наукових праць.
Після Другої світової війни В. Е. Мартіно якийсь час директорував у Біологічному інституті у м. Сараєво. Потім під час розриву радянсько-югославських відносин в 1949 р. його разом із сином Кирилом як вихідців із Росії було репресовано югославською охранкою — УДБА. Володимир Еммануїлович відсидів без суду в Титовських катівнях 9 місяців, його син — 5 місяців. Потім він, разом зі своєю сім'єю, з припискою «Був під слідством за серьйозною підозрою, що був розвідником іноземної держави і випускається за браком доказів» було видворено з Югославії до Болгарії. Коли болгари зажадали від радянського уряду забрати всіх відновлених в правах радянського громадянства до Союзу, то В. Е. Мартіно з дружиною з Софії в травні 1955 р. було репатрийовано до одного з радгоспів Ростовської області.
Пробувши якийсь час в департаційному таборі (Єгорликський зернорадгосп), Мартіно спробував повернутися до Криму. Йому не дозволили. Ледве вдалося вибити згоду на поселення в Ростові. Тут В. Е. Мартіно, відомого у всій Європі зоолога, автора 120 наукових праць, фундатора чудової зооколекції в 1700 об'єктів (її він подарує зоомузею АН СРСР), з великими зусиллями було взято на кафедру зоології РДУ… простим лаборантом. Hе маючи вченого ступеня, вирішив написати кандидатську дисертацію. Офіційним керівником погодився бути старий друг — професор І. І. Пузанов. Спроба позбавити 68-річного, добре відомого за кордоном вченого від кандидатських іспитів не вдалася. Захист дисертаціі в Москві пройшов успішно, більше того, усіма опонентами одноголосно її було визнано за науковим рівнем як докторську, і затверждено ВАКом в 1960 р.
«Ось теперь можна й попрацювати», — сказав Володимир Еммануїлович. Однак, через перенапруження, незабаром важко захворів і 15 вересня 1961 р. помер.

## Внесок у опис біорізноманіття

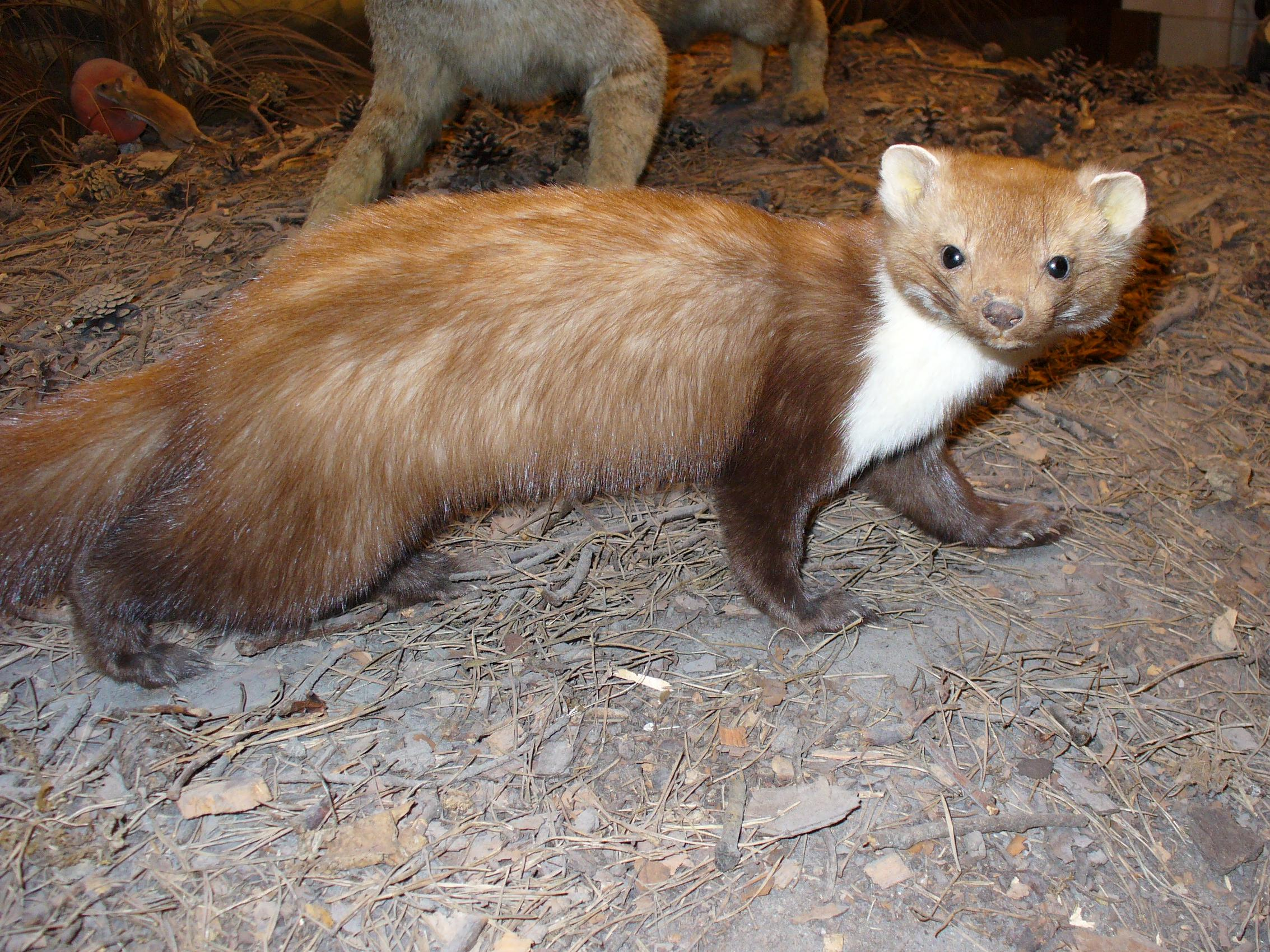
Куниця кам'яна. Її підвид з Криму, Martes foina rosanowi, описаний Володимиром Мартіно

### Таксони, описані Мартіно
- Capreolus capreolus baleni Martino, 1933 (Межі Албанії (Шар-Планіна) з Чорногорією, Македонією)
- Mustela erminea birulae Martino, 1931 (Казахстан, Актюбінськ, Актобе Пров)
- Martes foina rosanowi Martino, 1917 (Крим на півдні України, північно-західний схил Чатир-Дагу)
- Talpa stankovici V. & E. Martino, 1931 (Балкани).
- Dinaromys bogdanovi Martino, 1922 (Балкани).

### Таксони, названі на честь Володимира Мартіно
- Lynx lynx martinoi Miric, 1978 (Балкани)
- Mustela erminea martinoi Martino, 1931 (Киргизстан)
- Arvicola terrestris martinoi Petrov, 1949 (Словенія, Боснія і Герцеговина, Сербія, Косово, Чорногорія, на південь від р. Сава і вздовж Дунаю)
- Microtus guentheri martinoi Petrov, 1939 (=Sumeriomys guentheri martinoi) (Сербія, Косово, Чорногорія, Пепелисте, недалеко від Криволак, 40 км на південний схід від м. Велес)
- Microtus subterraneus martinoi Ehik, 1935 (=Pitymys nyirensis martinoi) (Східна Хорватія, Славонія)
- Nannospalax leucodon martinoi Petrov, 1971 (Slovenia, Croatia, Serbia, Kosovo, Montenegro, Cesta Suma, Deliblatska Pescara, near Deliblato, South Banat)
- Rhinolophus ferrumequinum martinoi Petrov, 1941 (Macedonia, Trifunovicevo, Brdo, near Pepeliste, 40 km SE of Veles, Greece)
- Spermophilus citellus martinoi (Peshchev, 1955) (Bulgaria, Rhodopen Mts, Rila Mountains
- Myoxus glis martinoi = Glis glis intermedius Altobello, 1920 (preocc. by Glis italicus intermedius Altobello, 1920) (Italy from Abbruzes and NE Serbia, Kosovo, Presaca, Donji Milanovav).